# Reg Varney
Reg Varney (11 de julio de 1916 – 16 de noviembre de 2008) fue un actor inglés, conocido sobre todo por su papel de Stan Butler en la sitcom televisiva de la década de 1970 On the Buses. 

## Primeros años
Su verdadero nombre era Reginald Alfred Varney, y nació en Canning Town, actualmente parte de East End londinense. Varney era uno de los cinco hijos de un trabajador de una factoría de caucho del distrito de Silvertown. Varney estudió en la Star Lane Primary School en West Ham y, tras dejar los estudios a los 14 años de edad, trabajó como mensajero y como botones del Hotel Regent Palace. De niño tomó lecciones de piano, siendo lo bastante bueno como para encontrar trabajo como pianista a tiempo parcial, ganando su primer sueldo como artista en el Plumstead Radical Club de Woolwich. También actuó en clubs de trabajadores, pubs y en salas de la compañía ABC Cinemas, cantando posteriormente en grandes bandas de la época. Finalmente, apoyado por su madre, decidió que iba a hacer carrera en el mundo del espectáculo, por lo que abandonó su trabajo habitual.
Durante la Segunda Guerra Mundial se alistó en los Royal Engineers, aunque continuo actuando como artista en el ejército, desplazándose durante un tiempo al Extremo Oriente. Tras la desmovilización, trabajó en el teatro a finales de los años cuarenta en una revista titulada Gaytime. Formaba un dúo cómico junto a Benny Hill. Después siguió trabajando como artista en diversos espectáculos, incluido el music hall.

## Carrera
En 1961 Varney consiguió el papel de capataz en la popular serie televisiva The Rag Trade, con la que se dio a conocer entre el gran público. También en esa época protagonizó un show de la BBC titulado The Seven Faces of Reg Varney, en el cual interpretaba siete personajes diferentes frente a la audiencia del Teatro Bush de Londres. 
A esa producción siguió otro papel humorístico en Beggar My Neighbour, show en el que trabajaba junto a Pat Coombs, June Whitfield, y Peter Jones. Pat Coombs interpretaba a la esposa del personaje de Varney, actuando más adelante junto a él en el film On the Buses. La serie se emitió desde marzo de 1967 a marzo de 1968 (24 episodios), y un corto especial formó parte del programa Christmas Night with the Stars el 25 de diciembre de 1967. Otro de sus papeles fue el que hizo en 1966 en The Great St Trinian's Train Robbery.

## On The Buses
El mayor éxito de Varney llegó con la sitcom On the Buses, producción escrita por Ronald Chesney y Ronald Wolfe, que también habían escrito The Rag Trade. Varney hacía el papel principal del conductor de autobús Stan Butler. Hubo también tres películas spin-off, On the Buses (1971), Mutiny on the Buses (1972), y Holiday on the Buses (1973). Varney tenía 53 años cuando se inició la serie, aunque su personaje parecía estar en la treintena. Stephen Lewis, que actuaba como el Inspector Cyril "Blakey" Blake en la serie, era realmente 20 años más joven que Varney, quien, al finalizar la emisión del show, tenía casi sesenta años.
Gracias al gran éxito de On The Buses, Varney empezó a trabajar con asiduidad en el cine. Así, rodó Go for a Take y The Best Pair of Legs in the Business. Posteriormente actuó en Down the Gate, film que no tuvo buen resultado. Otra de sus actuaciones cinematográficas fue The Plank.
Desde abril a junio de 1969 Varney coprotagonizó con el escocés Billy Raymon 13 episodios de la producción australiana de Channel 10 TV "Rose and Crown", volviendo después al Reino Unido para trabajar en otra temporada de "On The Buses".
También hizo espectáculos de seis horas de duración llamados The Other Reg Varney, y con un número de cabaret viajó por Australia, Nueva Zelanda y Canadá. En 1988, On the Buses se representó en el teatro, y Varney fue de nuevo a Australia para interpretar a Stan.

## Retiro y fallecimiento
En la década de 1990 Varney se vio forzado a retirarse a causa de sus problemas de salud. Había sufrido un infarto agudo de miocardio en 1965, y en 1981 tuvo otro, aún más severo. A partir de su retiro, Varney repartió su tiempo entre Dartmouth, Devon y una casa en Malta.
Varney se mudó a Devon a finales de los años ochenta, y vivió solo tras fallecer su esposa, Lilian Emma Varney, en East Devon en 2002, a los 92 años de edad. Reg Varney falleció el 16 de noviembre de 2008 en una residencia de Budleigh Salterton, Devon, en la que había sido admitido unas semanas antes por sufrir una infección pulmonar.

## Selección de papeles televisivos
| Año       | Título              | Papel       |
| --------- | ------------------- | ----------- |
| 1961–1963 | The Rag Trade       | Reg         |
| 1966–1968 | Beggar My Neighbour | Harry Butt  |
| 1969–1973 | On the Buses        | Stan Butler |
| 1975–1976 | Down the 'Gate      | Reg Furnell |